# Santiago Catalán
Santiago Catalán Tobía (Madrid, 1954) es un arquitecto, dibujante y pintor gallego. Reside en Lugo.

## Trayectoria
Obtuvo el título de Arquitecto especialista en Urbanismo en 1978 por la Escuela Técnica Superior de Arquitectura de Madrid. En 1980 fijó su residencia en Lugo, ciudad donde realizó la mayoría de sus obras de arquitectura.

## Obras

### Arquitectura
- Intervención en el contorno y fachadas de la Iglesia del Monasterio de Santa María de Meira.
- Intervención en el contorno de la Iglesia Románica del Monasterio de San Esteban de Ribas de Sil.[2]
- Ordenación de un espacio público en el polígono de Fingoi en Lugo.[2]
- Biblioteca intercentros del Campus de Lugo. (1994-1999). En colaboración con el arquitecto Javier Sancosmed Lage.[3]
- Escuela de Arte Dramático de Vigo.[2]

## Premios
- Accésit en el IV Premio COAG de Arquitectura (1990) por la obra Intervención en el entorno y fachadas de la Iglesia de Santa María de Meira.[4]
- Accésit en el V Premio COAG de Arquitectura (1992) por la obra Ordenación de un espacio púbico en el polígono de Fingoi.[5]
- Mención en el III Premio Julio Galán Carvajal de Arquitectura (1995) por la obra Intervención en el entorno de la Iglesia Románica de Santo Estevo de Ribas de Miño.[6]